# Euploea menetriesi
Euploea menetriesi är en fjärilsart som beskrevs av Felder 1860. Euploea menetriesi ingår i släktet Euploea och familjen praktfjärilar. Inga underarter finns listade i Catalogue of Life.